# Гай Фанній Страбон
Гай Фанній Страбон (лат. Gaius Fannius Strabo; ? — після 154 до н. е.) — політичний діяч часів Римської республіки, консул 161 року до н. е.

## Життєпис
Походив з плебейського роду Фанніїв. Син Гая Фаннія Страбона. Про молоді роки немає відомостей. 
У 164 році став претором. Був прихильником консервативних цінностей Катона Старшого. 
У 161 році до н. е. його було обрано консулом разом з Марком Валерієм Мессалою. Під час своєї каденції провів закон Lex Fannia, згідно якого обмежувалися витрати на бенкети 100 асами в свята і 10 асами у звичайні дні, а кількість гостей 3-5 особами.
У 158 році до н. е. був на чолі посольства до іллірійців. У 151 році до н. е. був головою римського посольства до Малої Азії, де замирив Аттала II, царя Пергама, та Прусія II, царя Віфінії. 
З того часу про подальшу долю Гая Фаннія Страбона згадок немає.

## Родина
- Гай Фанній Страбон, консул 122 року до н.е., історик-анналіст.